# Distretto di Binh Tan (Ho Chi Minh)
Il distretto di Binh Tan (vietnamita: Bình Tân) è un distretto metropolitano del Vietnam che ricade nell'area metropolitana della città di Ho Chi Minh. Nel 2003 contava 311.514 abitanti.
Occupa una superficie di 52 km² nella città di Ho Chi Minh. Ha come capitale Ho Chi Minh.